# Sint-Eligiuskerk (Hoofdplaat)

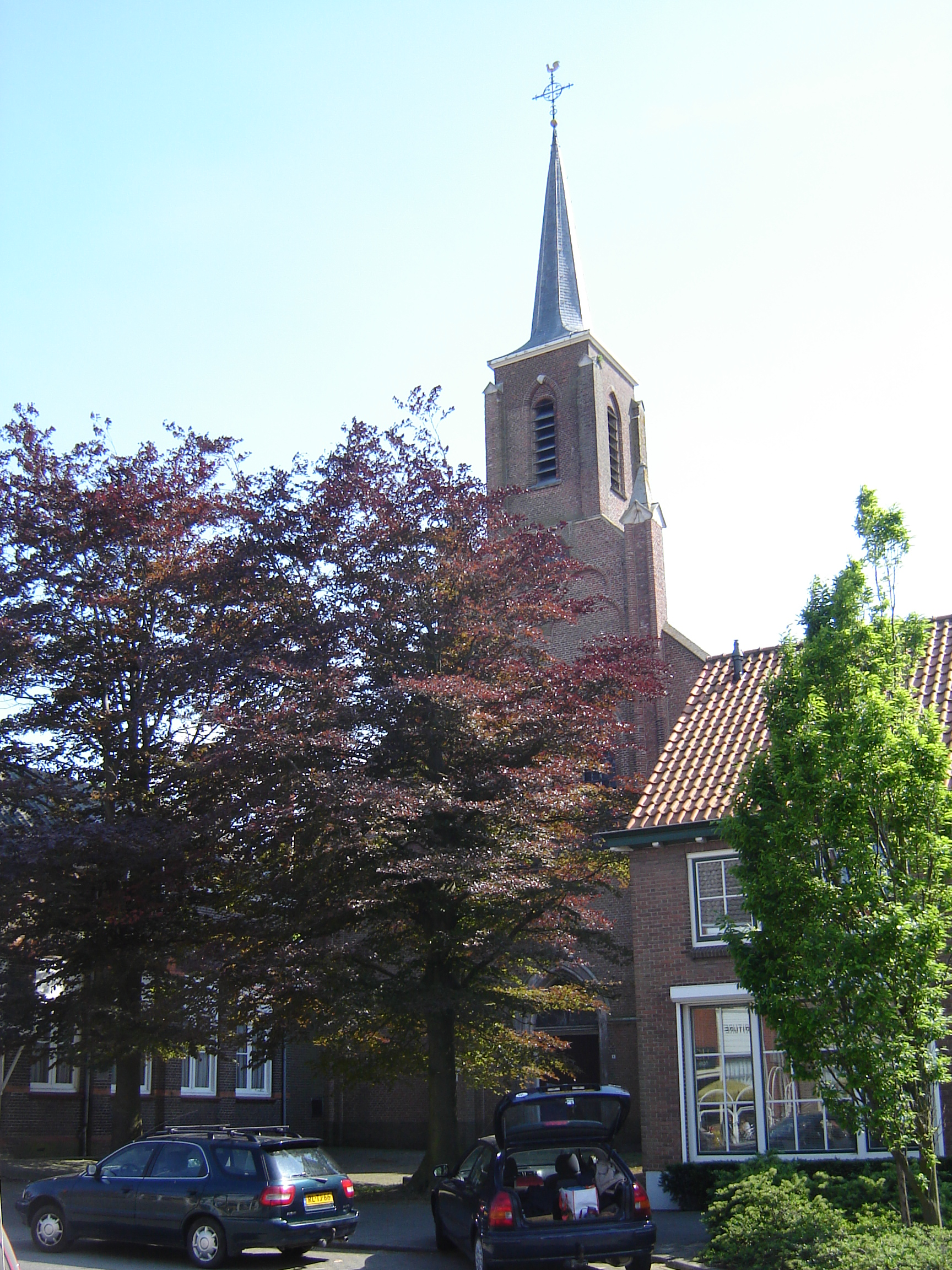
Sint-Eligiuskerk

De Sint-Eligiuskerk is de voormalige parochiekerk van de tot de Nederlandse gemeente Sluis behorende plaats Hoofdplaat, gelegen aan Kersenlaan 8.

## Geschiedenis
Hoofdplaat ontbeerde een katholiek kerkgebouw, hoewel de meeste polderwerkers van katholieken huize waren. Het duurde tot de Franse bezetting, in 1795, voordat de katholieken een kerk mochten bouwen. Deze kerk werd in 1861 gesloopt en vervangen door het huidige kerkgebouw.
De nieuwe kerk werd ontworpen door P. Soffers. De stijl is vroeg-neogotisch. Het is een driebeukig kerkje met driezijdig afgesloten koor en ingebouwde toren.
Het kerkje werd in 2012 onttrokken aan de eredienst. Kerkdiensten werden sindsdien nog opgedragen in het Dorpshuis.